# Sangrand
Sangrand vient du sanskrit sankranti qui signifie le premier jour de chaque mois du calendrier solaire indien, basé sur le déplacement du soleil d'une maison (Rasi, ou Rachi) à une autre; c'est-à-dire le moment où le soleil passe d'un signe du zodiaque à un autre. Très tôt dans l'histoire humaine, le soleil, et ses satellites, les planètes, sont venus à être considérés comme des objets dotés d'un esprit, d'une force céleste, d'une personnalité affirmée. L'humain a pensé que ces révolutions avaient la capacité d'influer sur les destinées des êtres. Les astres sont devenus des divinités, avec des rattachements animaliers dont l'intervention favorable était demandée par les hommes dans leurs affaires.
Le culte de Surya, le dieu Soleil, était une caractéristique de l'époque védique, et il a continué d'une façon ou d'une autre dans la tradition indienne. Une forme populaire a été le respect de Sankranti (le terme sanskrit pour sangrand) avec les représentations rituelles telles que le jeûne (voir ekadashi), la baignade dans les lieux saints et une charité plus marquée.
Dans le sikhisme, le seul objet de l'adoration est l'Être Suprême. Aucune autre divinité n'est reconnue. Dans les écrits sikhs et les métaphores qui leur sont inhérentes, le Guru est comparé au soleil qui illumine l'esprit du disciple. Guru Nanak et Guru Arjan ont composé un recueil, le Baramahas, livre où sont écrits des poèmes sur le calendrier et les douze mois solaires. Guru Nanak dans un poème décrit le paysage naturel de mois en mois ainsi que le désir de la mariée (la pieuse croyante) pour Dieu. Dans les stances de Guru Arjan l'humeur des fidèles est décrite suivant les mois de l'année.
Pour citer Guru Nanak : Le mois de Chet (Chaitra) est marqué par Basant (le printemps) et la floraison, mais l'esprit humain, même dans une telle saison, ne sera pas en croissance, en train de "fleurir", de renouveler ses pensées sans l'union avec Dieu, union qui ne peut être atteinte que par la méditation sur le nom du Seigneur, sous les instructions du Guru. Guru Arjan dans ses écrits sur le mois de Chet fait observer que la méditation sur le Nom du Seigneur lors de ce mois apporterait un bonheur sans borne; tout en sachant que la méditation sur le Seigneur est vécue par la grâce des saints, et que vivre sans le Seigneur rend la vie désuète et laisse part à la souffrance. Le Seigneur imprègne toute l'existence. Les deux Gurus stipulent finalement qu'à chaque moment du jour ou au long d'un mois, le fidèle doit méditer sur le Nom du Seigneur et que cela apporte le bonheur. Outre la méditation (Simran), aucune autre pratique expiatoire ou culte n'aideront.
Mais, au cours du temps, la pratique de la célébration de sangrand est devenue une tradition  de la vie des Sikhs, ne serait-ce que pour fournir une occasion de réciter un des poèmes du Baramahas. Des cérémonies spéciales, des diwanq, ont lieu dans les temples, les gurdwaras, lorsque le Baramaha de Guru Arjan est lu en plus des rites habituels. Les fidèles viennent en grand nombre et apportent des offrandes.

## Source
- Sangrand dans SikhiWiki, l'encyclopédie sikhe en anglais.